# Sopajärvi
Sopajärvi är en sjö i kommunen Mörskom i landskapet Nyland i Finland. Sjön ligger 39 meter över havet. Den är 2,52 meter djup. Arean är 76 hektar och strandlinjen är 4,05 kilometer lång. Sjön  ingår i Forsby å huvudavrinningsområde.   Den ligger omkring 76 km nordöst om Helsingfors. 